# L'Outlaw
L'Outlaw est un roman policier de Georges Simenon, paru en 1941.

## Résumé
Stan et son amie Nouchi, réfugiés des pays d'Europe centrale, déambulent dans les rues de Paris à la recherche de travail. Ils sont démunis d'argent et personne n'accepte de les aider. 
À bout de ressources, Stan, qui a perdu Nouchi dans Paris, contacte l'inspecteur Mizeri à qui il a eu affaire peu auparavant. Il voudrait lui livrer, contre une somme de cinq mille francs, les noms d'une bande de Polonais – la bande à Frida – qu'il connaît pour être des bandits qui attaquent les fermes. L'inspecteur, ne disposant pas de la somme demandée, refuse le marché. Les Polonais, rejoints par Stan aux abois, soupçonnent une manœuvre et décident de l'enrôler plus ou moins de force afin de le compromettre dans une expédition qu'ils projettent contre une ferme isolée. Bien que surveillé par les Polonais, Stan parvient à accoster un inspecteur qui l'avait pris en filature. Au quai des Orfèvres, la police écoute froidement son histoire et l'éconduit, toujours sans argent. 
Pendant ce temps, Nouchi a trouvé refuge chez le docteur Storm, un de ses compatriotes. Stan la retrouve et elle le cache dans sa chambre. Les Storm s'en aperçoivent, mais ferment les yeux. Dans sa cachette, Stan attend fébrilement l'annonce de l'arrestation de la bande. Rien ne se passe et son angoisse grandit. En fait, la police traque chaque membre de la bande, mais aucun ne fait le moindre faux pas. À bout de nerfs, Stan veut se faire incarcérer afin d'être en sécurité, et pour cela, il vole le docteur Storm. Confronté aux Polonais enfin arrêtés, il prouve leur culpabilité. Mais on apprend alors qu'avant de voler Storm, il a étranglé Nouchi qui s'opposait à ce méfait. Stan sera condamné à la guillotine, ainsi qu'un des Polonais ; les autres, aux travaux forcés à perpétuité.

## Aspects particuliers du roman
L’action assortie de retours vers le passé du héros, est traversée par la panique du hors-la-loi que hantent, tout au long du récit, la peur des autres et l’obsession de la nourriture. 

## Fiche signalétique de l'ouvrage

### Cadre spatio-temporel

#### Espace
Paris. Références à la Lituanie. 

#### Temps
Époque contemporaine.

### Les personnages

#### Personnage principal
Stanislas Sadlak, dit Stan, Lituanien de Wilno ayant vécu sous le régime polonais, en séjour illégal en France. Fils de professeur, a abandonné des études de médecine, aucun emploi fixe. Célibataire. La trentaine.

#### Autres personnages
- Nouchi Kersten, Hongroise, fille d’un avocat de Budapest, amie de Stan
- Frida Stavitskaïa, Polonaise, chef de bande, et ses complices
- Docteur Helmut Storm, ami du père de Nouchi
- Commissaire Lognon, de la P.J., et inspecteur Mizeri, de la brigade des étrangers.

## Éditions
- Édition originale : Gallimard, 1941
- Tout Simenon, tome 22, Omnibus, 2003  (ISBN 978-2-258-06107-1)
- Folio Policier, n° 604, 2010  (ISBN 978-2-07-030449-3)
- Romans durs, tome 5, Omnibus, 2012  (ISBN 978-2-258-09359-1)
- Romans durs, tome 5, Omnibus, 2023  (ISBN 978-2-258-20262-7)

## Source
- Maurice Piron, Michel Lemoine, L'Univers de Simenon, guide des romans et nouvelles (1931-1972) de Georges Simenon, Presses de la Cité, 1983, p. 98-99  (ISBN 978-2-258-01152-6)